# Aculamprotula
Aculamprotula је род слатководних шкољки из породице Unionidae, речне шкољке.

## Врсте
Врсте у оквиру рода Aculamprotula:
- Aculamprotula fibrosa (Heude, 1877)
- Aculamprotula grandidens (Lea, 1862)
- Aculamprotula nodulosa (Wood, 1815)
- Aculamprotula polysticta (Heude, 1877)
- Aculamprotula scripta (Heude, 1875)
- Aculamprotula tientsinensis (Crosse & Debeaux, 1863)
- Aculamprotula tortuosa (Lea, 1865)
- Aculamprotula zonata (Heude, 1883)